# Peter Drehmanns
Peter Drehmanns (Roermond, 22 september 1960) is een Nederlandse schrijver, dichter en literatuurrecensent en filmmaker.

## Biografie
Drehmanns studeerde Italiaans en Literatuurwetenschap aan de Universiteit van Utrecht en woonde daarna een tijdlang in Italië. Tussen 1992 en 2000 schreef hij recensies over Italiaanse literatuur in Vrij Nederland. Van 2000 tot 2007 besprak hij buitenlandse (met name Italiaanse) literatuur voor NRC Handelsblad. In 1999 debuteerde hij als schrijver met de roman De blindganger. Vanaf dat jaar publiceerde hij in gestaag tempo literair werk bij verschillende uitgeverijen. Voor zijn gehele oeuvre won hij de Halewijnprijs 2015. Zijn roman Altijd maar begraven werd in het Duits vertaald, de roman De begeleider in het Italiaans.
Als dichter begon Drehmanns zich vanaf 2008 te profileren, hetgeen tot nu toe leidde tot vier dichtbundels en publicaties in literaire tijdschriften als Passionate, De Revisor, DW B, Het Liegend Konijn, Tirade en Poëziekrant. Van 2012 tot 2020 maakte Drehmanns deel uit van het Utrechts Stadsdichtersgilde.
Van een aantal van zijn prozaminiaturen en gedichten heeft Drehmanns korte films gemaakt, waarvan enkele op het Crossing Border Festival werden vertoond. In 2020 voltooide hij de documentaire Op zoek naar de collageman, die o.a. op het FilmArte Festival in Madrid te zien was.
Drehmanns' werk wordt gekenmerkt door een ironische kijk op het leven en een uitbundige stijl. Zijn romans zijn studies naar de wankelmoedigheid van de mens en beschrijven veelal tragikomische zoektochten van antihelden.
Peter Drehmanns is getrouwd met de schrijfster Maan Leo.